# Beethoven 4
Beethoven 4 (orig. Beethoven's 4th) je americká rodinná komedie z roku 2001, navazující na předchozí film Beethoven 3.

## Děj
Rodina Newtonových známá již ze třetího dílu se stále stará o bernardýna Beethovena, který patří jejich příbuzným. Beethoven jim neustále ničí dům, a tak se ho chtějí rodiče Richard a Beth, k nevoli dětí Brennana a Sary, zbavit. Brennan a Sara začnou s Beethovenem navštěvovat školu poslušnosti seržanta ve výslužbě. Na první hodině Beethoven zničí celé cvičiště s překážkami a táhne cvičitele za sebou na vodítku.
Bohatá rodina Sedgewickových vlastní také bernardýna. Ten se jmenuje Michelangelo a vypadá jako Beethoven. Rodiče Reginald a Martha Sedgewickovi nemají na svého psa a dceru Madison čas. Madison je tak po většinu času sama se psem. Michelangelo má svého trenéra, psychoterapeutku apod.
Po výcviku u seržanta Rutledge Beethoven uteče do parku. Ve stejném parku zase Michelangelo uteče sluhovi Simmonsovi. Oba skončí na stejném kolotoči a Simmons omylem odvede Beethovena. Brennan a Sara si tak vezmou Michelangela. Zatímco Michelangelo si otírá u Newtonových tlapy o rohožku, skládá ubrousky, neslintá, Beethoven začíná s likvidací domu Sedgewickových. Michelangelo pak také ochromí na cvičišti, kdy během vysvětlování překážek všechny bez problému překoná.
Poté, co se ho pokusí Nigel Bigalow unést, Beethoven zlikviduje párty na zahradě Sedgewickových. Jeho osobní psychoterapeutka řekne paní Sedgewickové, že "Michelangelo" to vše dělá proto, že necítí dostatek lásky. Mezitím se snaží Richard Newton převychovat svého "proměněného Beethovena" na toho původního. Aby mu ukázal, co má dělat, štěká na pošťáka, válí se v bahně, apod. Michelangelo nakonec všechno pochopí a začne se chovat jako Beethoven.
Sedgewickovi si mezitím začali s Beethovenem hrát a věnovat se mu. Nigel, ze kterého se vyklube pomocník Simmonse, sluhy Sedgewickových, ale "Michelangela" unese a chce po jeho majitelích výkupné. Beethoven uteče a nepozorovaně se vymění se skutečným Michelangelem. Skutečného Beethovena najdou Newtonovi a ten úspěšně absolvuje školu poslušnosti. Když mu předává seržant diplom, tak ho ale opět odtáhne, protože vidí stánek s párky. Skutečného Michelangela zase naleznou Sedgewickovi. Simmons a Nigel jsou zatčeni. Newtonovi ani Sedgewickovi se nikdy o výměně Michelangela a Beethovena nedozvěděli.

## Obsazení
| Judge Reinhold       | Richard Newton       |
| Julia Sweeney        | Beth Newtonová       |
| Joe Pichler          | Brennan Newton       |
| Michaela Gallo       | Sara Newtonová       |
| Kaleigh Krish        | Madison Sedgewicková |
| Matt McCoy           | Reginald Sedgewick   |
| Veanne Cox           | Martha Sedgewicková  |
| Mark Lindsay Chapman | Johnnie Simmons      |
| Nick Meaney          | Nigel Bigalow        |
| Natalie Marston      | Hayley               |
| Art LaFleur          | seržant Rutledge     |
| June Lu              | Florence Rutledgeová |